# Трибельгорн, Александр Александрович
Алекса́ндр Алекса́ндрович Трибельго́рн (13 мая 1948, Жешарт, Коми АССР — 22 января 2013, Сыктывкар) — российский актёр, народный артист Российской Федерации (2009).

## Биография
- 1969 — окончил ГИТИС по специальности «актёрское мастерство».

## Театральные работы
- Астров («Дядя Ваня» — Чехов А. П.)
- Болингброк («Стакан воды» — Скриб Э.)
- Валентин («Валентин и Валентина» — Рощин М. М.)
- Валер («Скупой» — Мольер Ж.-Б.)
- Вася Шустрый («Горячее сердце» — Островский А. Н.)
- Генри-Джеймс Честерфилд («Когда лошадь теряет сознание» — Саган Ф.)
- Георгий («Над светлой водой» — Белов В.)
- Даниэль («Ловушка» — Тома Р.)
- Джек («Все в саду» — Олби Э.)
- Дзержинский («Есть такая партия» — Рячада)
- Иван Тимофеевич («Чары» — Райский Е.)
- Ласло («Две пригоршни мелочи» — Мюллер Х.)
- Пепел («На дне» — Горький М.)
- Подколесин («Женитьба» — Гоголь Н. В.)
- Тригорин («Чайка» — Чехов А. П.)
- Хор («Антигона» — Ануй Ж.)
- Цезарь («Игра теней» — Эдлис Ю.)
- Черкун («Варвары» — Горький М.)
- Эйлиф («Матушка Кураж» — Брехт Б.)